# Liste der Bischöfe der Norwegischen Kirche

Die Bistümer der Norwegischen Kirche (letzte Änderung 1983)

## Die amtierenden Bischöfe
Stand: 1. März 2025
| Präses der Bischofskonferenz Aufsicht über die Nidarosdompropstei | Olav Fykse Tveit     |
| Nidaros                                                           | Herborg Finnset      |
| Oslo                                                              | Sunniva Gylver       |
| Hamar                                                             | Ole Kristian Bonden  |
| Tunsberg                                                          | Jan Otto Myrseth     |
| Borg                                                              | Kari Mangrud Alvsvåg |
| Agder und Telemark                                                | Stein Reinertsen     |
| Stavanger                                                         | Anne Lise Ådnøy      |
| Bjørgvin (Bergen)                                                 | Ragnhild Jepsen      |
| Møre                                                              | Ingeborg Midttømme   |
| Sør-Hålogaland                                                    | Svein Valle          |
| Nord-Hålogaland                                                   | Olav Øygard          |

## Präses der Bischofskonferenz
Das Amt eines festen Präses wurde 2011 geschaffen. Als leitender Geistlicher vertritt er die Norwegische Kirche nach außen. Als ordentliches Aufsichtsgebiet wurden ihm die fünf Gemeinden der Nidarosdompropstei anvertraut, die aber Teil des Bistums Nidaros bleibt.
1. Helga Haugland Byfuglien 2011–2020
2. Olav Fykse Tveit seit 2020

## Nidaros
Das Bistum Nidaros stammt aus vorreformatorischer Zeit. Es umfasst heute Trøndelag. 1804 wurde Nordnorwegen aus dem Bistum herausgelöst und bildete das Bistum Hålogaland (inzwischen aufgeteilt in das Bistum Sør-Hålogaland und das Bistum Nord-Hålogaland). Romsdal und Nordmøre wurde 1983 ein Teil des neuen Bistums Møre. Der Sitz des Bistums ist in Trondheim.

## Oslo
Das Bistum Oslo stammt noch aus vorreformatorischer Zeit. Es umfasste anfangs auch die Gebiete der heutigen Bistümer Tunsberg und Borg. Heute umfasst es die Stadt Oslo und die Kommunen Asker und Bærum in Akershus. Außerdem gehören zu diesem Bistum die Gehörlosenkirchen des ganzen Landes.
1. Hans Rev 1541–1545
2. Anders Madssøn 1545–1548
3. Frants Berg 1548–1580
4. Jens Nilssøn 1580–1600
5. Anders Bendssøn Dall 1601–1607
6. Niels Clausen Senning 1607–1617
7. Niels Simonsen Glostrup 1617–1639
8. Oluf Boesen 1639–1646
9. Henning Stockfleth 1646–1664
10. Hans Rosing 1664–1699
11. Hans Munch 1699–1712
12. Bartholomæus Deichman 1713–1730
13. Peder Hersleb 1731–1737
14. Niels Dorph 1738–1758
15. Frederik Nannestad 1758–1773
16. Christen Schmidt 1773–1804
17. Frederik Julius Bech 1805–1822
18. Christian Sørensen 1823–1845
19. Jens Lauritz Arup 1846–1874
20. Carl Peter Parelius Essendrop 1875–1893
21. Frederik Wilhelm Bugge 1893–1896
22. Anton Christian Bang 1896–1913
23. Jens Frølich Tandberg 1913–1922
24. Johan Lunde 1922–1937
25. Eivind Berggrav 1937–1951
26. Johannes Smemo 1951–1968
27. Fridtjov Birkeli 1968–1972
28. Kaare Støylen 1973–1977
29. Andreas Aarflot 1977–1998
30. Gunnar Stålsett 1998–2005
31. Ole Christian Kvarme 2005–2017
32. Kari Veiteberg 2017–2024
33. Sunniva Gylver set 2025

## Hamar
Das Bistum Hamar stammt aus vorreformatorischer Zeit. Von der Reformation bis 1864 wurde das Bistum vom Bischof in Oslo mitverwaltet. Der Bischof von Oslo war auch Bischof von Hamar. Das Bistum umfasst Hedmark und Oppland und hat seinen Sitz in Hamar.
1. Halvor Folkestad 1864–1887
2. Arnoldus Hille 1887–1906
3. Christen Brun 1906–1917
4. Otto Jensen 1917–1918
5. Gustav Johan Fredrik Dietrichson 1918–1922
6. Mikkel Bjønness–Jacobsen 1922–1934
7. Henrik Hille 1934–1947
8. Kristian Schjelderup junior 1947–1964
9. Alexander Johnson 1964–1974
10. Georg Hille 1974–1993
11. Rosemarie Köhn 1993–2006
12. Solveig Fiske 2006–2022
13. Ole Kristian Bonden seit 2022

## Tunsberg (Tønsberg)
Das Bistum Tunsberg wurde 1948 aus dem Bistum Oslo herausgelöst. Es hat seinen Sitz in Tønsberg und umfasst Buskerud und Vestfold.
- 1948–1961 Bjarne Skard
- 1961–1978 Dagfinn Hauge
- 1978–1990 Håkon Edvard Andersen
- 1990–2002 Sigurd Osberg
- 2002–2014 Laila Riksaasen Dahl
- 2014–2018 Per Arne Dahl
- seit 2018 Jan Otto Myrseth

## Borg
1969 wurde das Bistum Borg aus dem Bistum Oslo herausgenommen. Das Bistum umfasst Østfold und Akershus mit Ausnahme von Asker und Bærum. Der Bischofssitz ist in Fredrikstad.
- 1969–1976 Per Lønning
- 1976–1977 Andreas Aarflot
- 1978–1990 Gunnar Lislerud
- 1990–1998 Even Fougner
- 1998–2005 Ole Christian Kvarme
- 2005–2012 Helga Haugland Byfuglien
- 2012–2022 Atle Sommerfeldt
- seit 2022 Kari Mangrud Alvsvåg

## Agder und Telemark
„Agder og Telemark bispedømme“ ist seit dem 1. Januar 2005 der Name des früheren Bistums Agder, das die Provinzen Telemark und Agder umfasst. Sitz des Bischofs ist Kristiansand. Bis 1918 hieß es Bistum Christianssand und war der Rechtsnachfolger des mittelalterlichen Bistums Stavanger, dessen Sitz 1682 nach Kristiansand (bis 1877 Christianssand) verlegt wurde. 1925 wurde das neue Bistum Stavanger aus dem Bistum Agder herausgetrennt.
- 1919–1930 Bernt Støylen
- 1930–1946 James Maroni
- 1946–1951 Johannes Smemo
- 1951–1957 Johannes Smidt
- 1957–1973 Kaare Støylen
- 1973–1983 Erling Utnem
- 1983–1998 Halvor Bergan
- 1998–2012 Olav Skjevesland
- seit 2013 Stein Reinertsen

## Stavanger
Mit Wirkung vom 1. Januar 1925 wurde das Bistum Stavanger, das Rogaland umfasst, aus dem Bistum Agder herausgetrennt. Stavanger war seit 1682 nicht mehr Bischofssitz gewesen.
1. Jacob Christian Petersen 1925–1940
2. Gabriel Skagestad 1940–1949
3. Karl Marthinussen 1949–1960
4. Fridtjov Birkeli 1960–1968
5. Olav Hagesæther 1968–1976
6. Sigurd Lunde 1976–1985
7. Bjørn Bue 1985–1997
8. Ernst Baasland 1997–2009
9. Erling Pettersen 2009–2016
10. Ivar Braut 2017–2018
11. Anne Lise Ådnøy seit 2019

## Bjørgvin (Bergen)
Das Bistum Bjørgvin stammt aus vorreformatorischer Zeit. Sein Gebiet umfasst heute Sogn og Fjordane und Hordaland, nachdem Sunnmøre 1983 ein Teil des neuen Bistums Møre geworden ist.
1. Geble Pederssøn 1537–1557
2. Jens Pedersen Skjelderup 1557–1582
3. Anders Foss 1583–1607
4. Anders Mikkelsen Kolding 1607–1615
5. Niels Paaske 1616–1636
6. Ludvig Hanssøn Munthe 1636–1649
7. Jens Pedersen Skjelderup 1649–1665
8. Niels Randulf 1665–1711
9. Niels Pederssøn Smed 1711–1716
10. Clemens Schmidt 1716–1723
11. Marcus Müller 1723–1731
12. Oluf Cosmussen Bornemann 1731–1747
13. Erik Pontoppidan der Jüngere 1748–1755
14. Ole Tidemand 1755–1762
15. Fredrik Arentz 1762–1774
16. Eiler Hagerup der Jüngere 1774–1778
17. Søren Friedlieb 1778–1779
18. Ole Irgens 1779–1804
19. Johan Nordahl Brun 1804–1816
20. Claus Pavels 1817–1822
21. Jacob Neumann 1822–1848
22. Peder Christian Hersleb Kjerschow 1848–1857
23. Jens Mathias Pram Kaurin 1858–1863
24. Peder Hersleb Graah Birkeland 1864–1880
25. Fredrik Waldemar Hvoslef 1881–1898
26. Johan Willoch Erichsen 1899–1916
27. Peter Hognestad 1916–1931
28. Andreas Fleischer 1931–1948
29. Ragnvald Indrebø 1948–1961
30. Per Juvkam 1961–1976
31. Thor With 1977–1987
32. Per Lønning 1987–1994
33. Ole Hagesæther 1994–2009
34. Halvor Nordhaug 2009–2022
35. Ragnhild Jepsen seit 2023

## Møre
Das Bistum Møre wurde 1983 aus den Bistümern Bjørgvin und Nidaros herausgelöst. Es umfasst Møre og Romsdal. Bischofssitz ist Molde.
- 1983–1991: Ole Nordhaug
- 1991–2008: Odd Bondevik
- seit 2008: Ingeborg Midttømme

## Sør-Hålogaland
Das Bistum Sør-Hålogaland entstand 1952 durch Teilung des Bistums Hålogaland. Das Bistum umfasst Nordland. Der Bischofssitz befindet sich in Bodø.
1. Wollert Krohn-Hansen 1952–1959
2. Hans Edvard Wisløff 1959–1969
3. Bjarne Odd Weider 1969–1982
4. Fredrik Grønningsæter 1982–1992
5. Øystein Ingar Larsen 1992–2006
6. Tor Berger Jørgensen 2007–2015
7. Ann-Helen Fjeldstad Jusnes 2016–2023
8. Svein Valle seit 2023

## Nord-Hålogaland
Das Bistum Nord-Hålogaland entstand 1952 durch Teilung des Bistums Hålogaland. Das Bistum umfasst Troms und Finnmark. Der Bischofssitz ist in Tromsø.
- 1952–1961 Alf Wiig
- 1961–1972 Monrad Norderval
- 1972–1979 Kristen Kyrre Bremer
- 1979–1990 Arvid Nergård
- 1990–2001 Ola Steinholt
- 2002–2014 Per Oskar Kjølaas
- seit 2014 Olav Øygard

## Ehemalige Bistümer

### Stavanger/Kristiansand
Das Bistum Stavanger stammt aus vorreformatorischer Zeit. Seit 1682 war Kristiansand der Bischofssitz des Bistums, das  Telemark, Agder und Rogaland umfasste. 1919 wurde es in Bistum Agder umbenannt, 1925 das neue Bistum Stavanger herausgentrenntt.

#### Bischöfe von Stavanger
- 1541–1557 Jon Guttormssøn
- 1558–1571 Jens Riber
- 1571–1604 Jørgen Erikssøn
- 1605–1626 Laurits Clausen Scavenius
- 1627–1654 Thomas Cortsønn Wegner
- 1655–1661 Markus Christensen Humble
- 1661–1680 Christian Madssøn Tausan
- 1680–1682 Jacob Jensen Jersin

#### Bischöfe von Christianssand
- 1681–1694 Jacob Jensen Jersin
- 1694–1699 Hans Munch
- 1699–1705 Ludvig Stoud
- 1705–1720 Jens Bircherod
- 1720–1733 Christopher Nyrop
- 1733–1751 Jacob Kærup
- 1751–1759 Rasmus Paludan
- 1759–1762 Jens Christian Spidberg
- 1762–1778 Ole Tidemand
- 1778–1789 Eiler Hagerup der Jüngere
- 1789–1798 Hans Heinrich Tübring
- 1798–1804 Peder Hansen
- 1804–1805 Jens Bloch
- 1805–1810 Johan Michael Keyser
- 1811–1823 Christian Sørenssen
- 1823–1832 Johan Storm Munch
- 1832–1840 Mathias Sigwardt
- 1841–1874 Jacob von der Lippe
- 1874–1881 Jørgen Engebretsen Moe
- 1882–1884 Jørgen Johan Tandberg
- 1885–1889 Jakob Sverdrup Smitt
- 1889–1904 Johan Christian Heuch
- 1904–1908 Gunvald Thorkildsen
- 1908–1913 Kristian Vilhelm Koren Schjelderup der Ältere
- 1914–1918 Bernt Støylen

### Hålogaland
Das Bistum Hålogaland wurde 1804 aus dem Bistum Nidaros herausgelöst und umfasste in etwa die nördliche Hälfte des Landes (die damaligen Ämter Nordland und Finmark). Bis 1918 hieß es Bistum Tromsø (nach dem Bischofssitz im Dom zu Tromsø). 1952 wurde das Bistum in Nord-Hålogaland (für die Provinzen Troms und Finnmark) und Sør-Hålogaland (Provinz Nordland) geteilt.
1. Mathias Krogh 1804–1828
2. Peder Christian Hersleb Kjerschow 1830–1848
3. Daniel Bremer Juell 1849–1855
4. Knud Gislesen 1855–1860
5. Carl Peter Parelius Essendrop 1861–1867
6. Waldemar Hvoslef 1868–1876
7. Jacob Sverdrup Smitt 1876–1885
8. Johannes Nilsson Skaar 1885–1892
9. Wilhelm Bøckmann 1893–1909
10. Gustav Dietrichson 1910–1918
11. Johan Nicolai Støren 1918–1928
12. Eivind Berggrav 1928–1937
13. Sigurd Johann Normann 1937–1939
14. Wollert Krohn-Hansen 1940–1952